# بادي بولدن
بادي بولدن (بالإنجليزية: Buddy Bolden)‏ هو عازف جاز أمريكي، ولد في 6 سبتمبر 1877 في نيو أورلينز في الولايات المتحدة، وتوفي في 4 نوفمبر 1931 في Jaxson ‏.

## وصلات خارجية
- بادي بولدن على موقع IMDb (الإنجليزية)
- بادي بولدن على موقع الموسوعة البريطانية (الإنجليزية)
- بادي بولدن على موقع ميوزك برينز (الإنجليزية)
- بادي بولدن على موقع إن إن دي بي (الإنجليزية)
- بادي بولدن على موقع ديسكوغز (الإنجليزية)